# 板垣伴信
板垣 伴信（いたがき とものぶ、1967年4月1日 - ）は、日本のゲームクリエイター。テクモ所属、ヴァルハラゲームスタジオ最高顧問等を経て株式会社板垣ゲームズ代表取締役社長。代表作は『デッド オア アライブ シリーズ』『NINJA GAIDEN』。

## 来歴
早稲田大学（法学部）を卒業後、1992年にテクモ株式会社に企画志望で入社。セガも候補としてあったが「電車1本で行ける距離だから」としてテクモを選ぶ。プログラミングも得意としていたため、企画ではなく開発に回される。初仕事は『キャプテン翼IV』で、自身の担当した3D風パス相手選択画面が不評であり、技術と遊びを高度に融合させなければ駄目だ、との独自の哲学を持つようになる。
1996年からは『デッド オア アライブ シリーズ』を手掛けるようになり、同作と『NINJA GAIDEN』シリーズを開発する社内チーム「Team NINJA」を統括部長として率いた。板垣は、2008年5月14日にテクモと安田善巳（当時テクモ社長）に対し、未払いの成功報酬および慰謝料合わせて1億4800万円を請求する裁判を起こし、同年7月1日付で同社を退社することを声明で発表した。その後、テクモは同年6月18日に板垣を解雇した。板垣はこれを不当解雇として、訴訟の賠償請求額を1億6400万95円に引き上げた。この訴訟は2010年2月26日にコーエーテクモホールディングスとの和解が成立した。
その後、岡本好古、江原克則、松井宏明などTeam NINJA時代の部下計22名以上がテクモを退社、『バーチャファイター5』（セガ）開発経験者等の新規メンバーも含めた44名以上で、開発チーム「東京バイキング」（当時の仮名）を立ち上げた。この時点ではチームの所属する会社は不明だったが、2010年3月になって板垣の前年にテクモを退職していた元テクモ役員兼松聡がCEOの「株式会社ヴァルハラゲームスタジオ」と発表された。
なおヴァルハラゲームスタジオの公式サイトにおいて、板垣のテクモ退社日は、テクモが解雇したと主張した6月18日ではなく、7月1日と記されている。
2010年9月、「株式会社板垣プロダクション」設立。
2017年8月、スマートフォン向けアプリ「戦艦帝国」の上級顧問就任。
2017年8月24日、一身上の都合を理由に、ヴァルハラゲームスタジオの代表取締役と最高技術責任者を退任し、最高顧問として就任することが明らかにされた。
2017年11月、株式会社ソフトギア「メタル顧問」就任。
2021年1月18日、Facebookのアカウントを通して「板垣ゲームズ合同会社」の設立を発表。
2024年9月、株式会社板垣プロダクションを「株式会社板垣ゲームズ」へ商号変更。
2024年10月7日、板垣ゲームズ合同会社を解散。

## 人物
家族構成は妻と娘が一人。マスメディアの前ではサングラスを常にかけ、歯に衣着せぬ発言をよくする。また、サングラスをしている理由は、賭け事の場において"相手に目線を読ませないため"としている。

### エピソード
- インタビュー等で小島秀夫を尊敬していると話している。
- エコールソフトウェアの真鍋賢行を「伝説のガンシューティング『デスクリムゾン』を作られた方」と評している。また真鍋とは飲み友達であるという[14]。
- 好きなゲームと嫌いなゲームを五つ聞かれて嫌いなゲーム全てに『鉄拳シリーズ』を挙げた[15]。
  - 『鉄拳』が嫌いな理由は「他社をディスるようなラジオCMを聴いてカチンときた」「商談会で、テクモの販売担当がナムコの販売部長に高圧的な態度を取られた」ため。元々鉄拳はプレイステーションの王者と思っており、ナムコの販売部長も現在は退職しているため、今は特にわだかまりもないという[16]。
- 『デッド オア アライブ』を作ったきっかけは、セガからMODEL2を借りたため[17]。
- 趣味は写真撮影。テクモ退職後のインタビューでは自らの職業を「職業：写真家、趣味：ゲーム制作」と発言している[18]。
- 未来に伝えたいゲームとして、バックギャモン、麻雀、『イメージファイト』、『雷電』、『パロディウスだ!』、『デッド オア アライブ4』、『デッド オア アライブ エクストリーム2』、『NINJA GAIDEN 2』、『NINJA GAIDEN Dragon Sword』、『地球防衛軍3』を挙げている[19]。
  - 特に麻雀は15歳から24歳までひたすらやり続けるほど熱中していたという。
- 2008年5月に神谷英樹が「自分が『デビルメイクライ』を作ってから8年間、アクションゲームは何も進化していない」と『ベヨネッタ』を作った時のコメントをしたのに対し、板垣は「まさか神谷君はこの8年間、ずっと寝てたんじゃないだろうね。 頼むから今後はちゃんと寝ないで起きていてくれ。それだけが君に対する願いだ」と返している[20]。 
  - このやり取りが、海外プレスによって「デビルメイクライ4」と「NINJA GAIDEN」がバトルしている方向に報道されてしまったという[21]。なお神谷は「ボクが彼を嫌った事実はない」としている[22]。
- 『デッドオアアライブ』や『NINJA GAIDEN』など海外で成功を遂げた作品を制作しているものの、板垣は「海外向けとして制作したつもりはない」、「最初から日本の枠組みに囚われていなかったんでしょう」と語っている[23]。
- 無双系のジャンルに属するゲームに対して「大きな鎌やナイフを持ってキャベツ畑で何千ものキャベツを刈り取るだけの仕事」「数千ものキャベツが表示できるぞ、すごいだろうなんていうものは馬鹿げている」[24]と発言している。

## 作品リスト
- デッド オア アライブ シリーズ
- NINJA GAIDEN
- NINJA GAIDEN BLACK
- NINJA GAIDEN Dragon Sword
- NINJA GAIDEN 2
- Devil's Third